# Jeffery Quad
Le Jeffery Quad, connu aussi sous le nom de « Nash Quad » ou, simplement de « Quad », est un véhicule tout-terrain moyen conçu en 1913 par l'inventeur americain Thomas B. Jeffery et utilisé largement pendant la Première Guerre mondiale par l'armée américaine et ses alliés et dans l'après-guerre.

## Caractéristiques
Le Quad était équipé d'un moteur Buda à 4 cylindres en ligne avec soupapes latérales de 5,1 litres qui fournissait une puissance de 28 ch (21 kW), d'une boîte de vitesses à 4 rapports avec un différentiel marque Meuhl avec transmission intégrale.
La vitesse maximale ne dépassait pas les 20 miles par heure (32 km/h) et sa portée maximale était de 1 361 kg.

## Galerie d'images

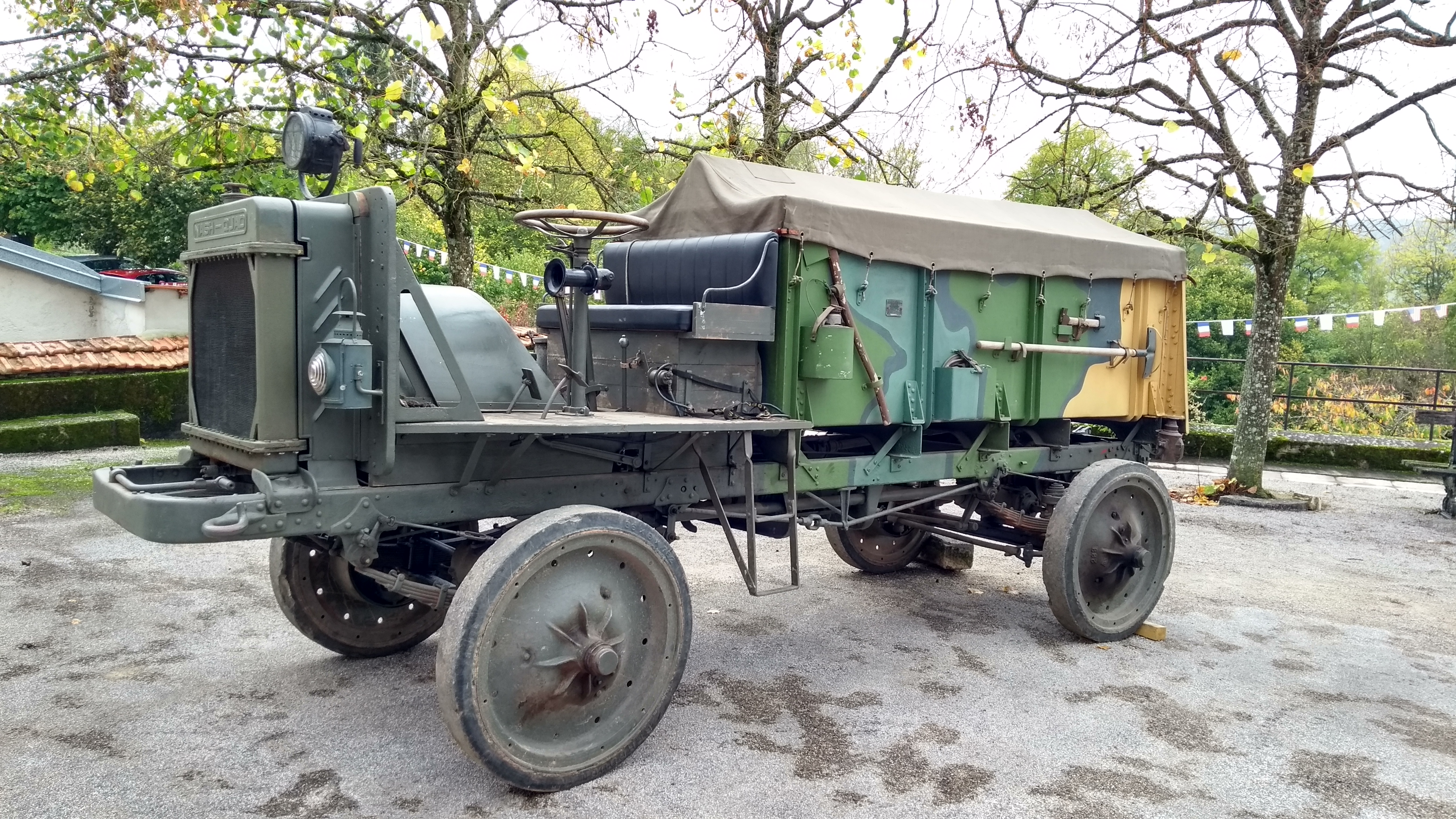
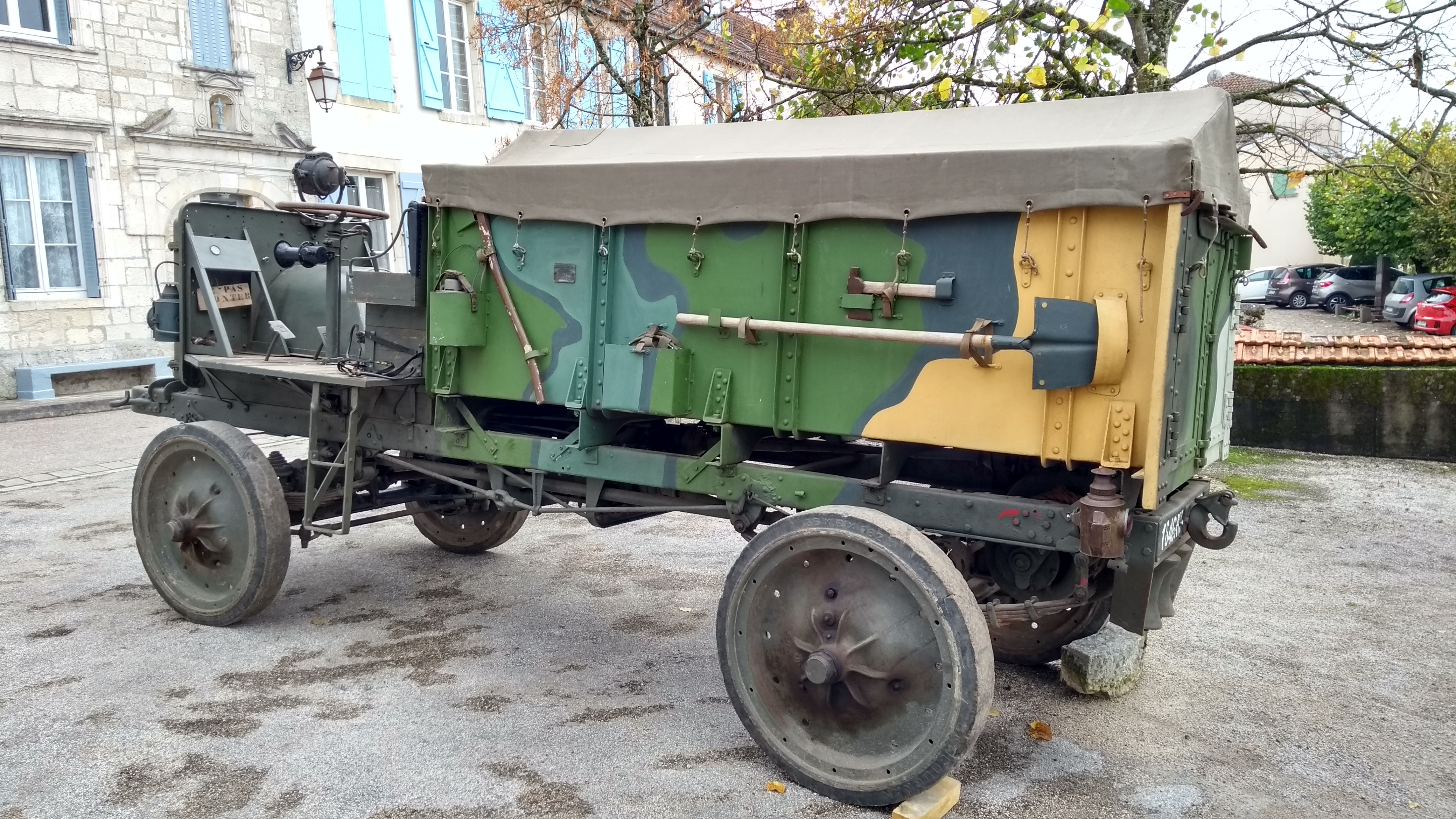
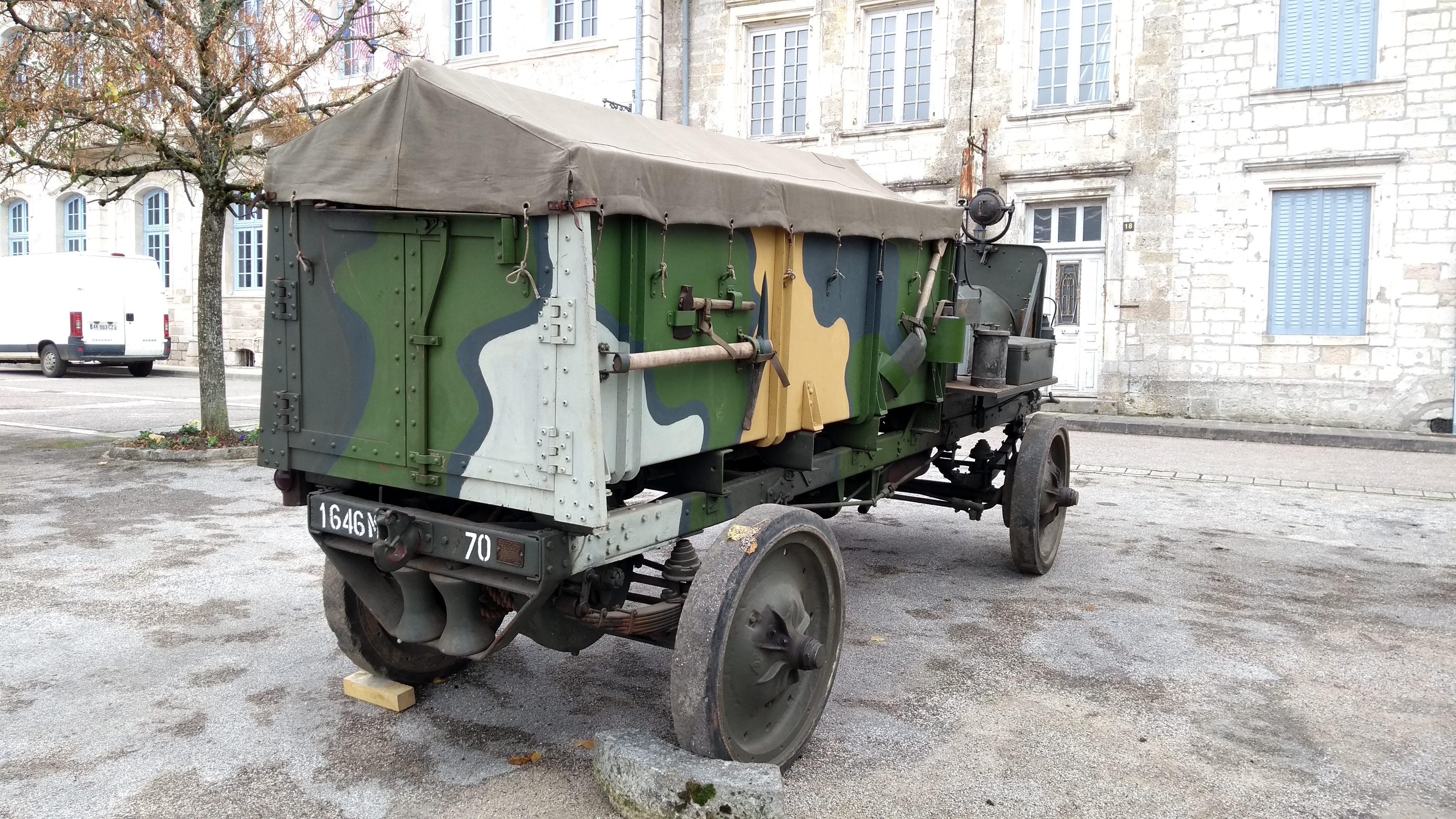
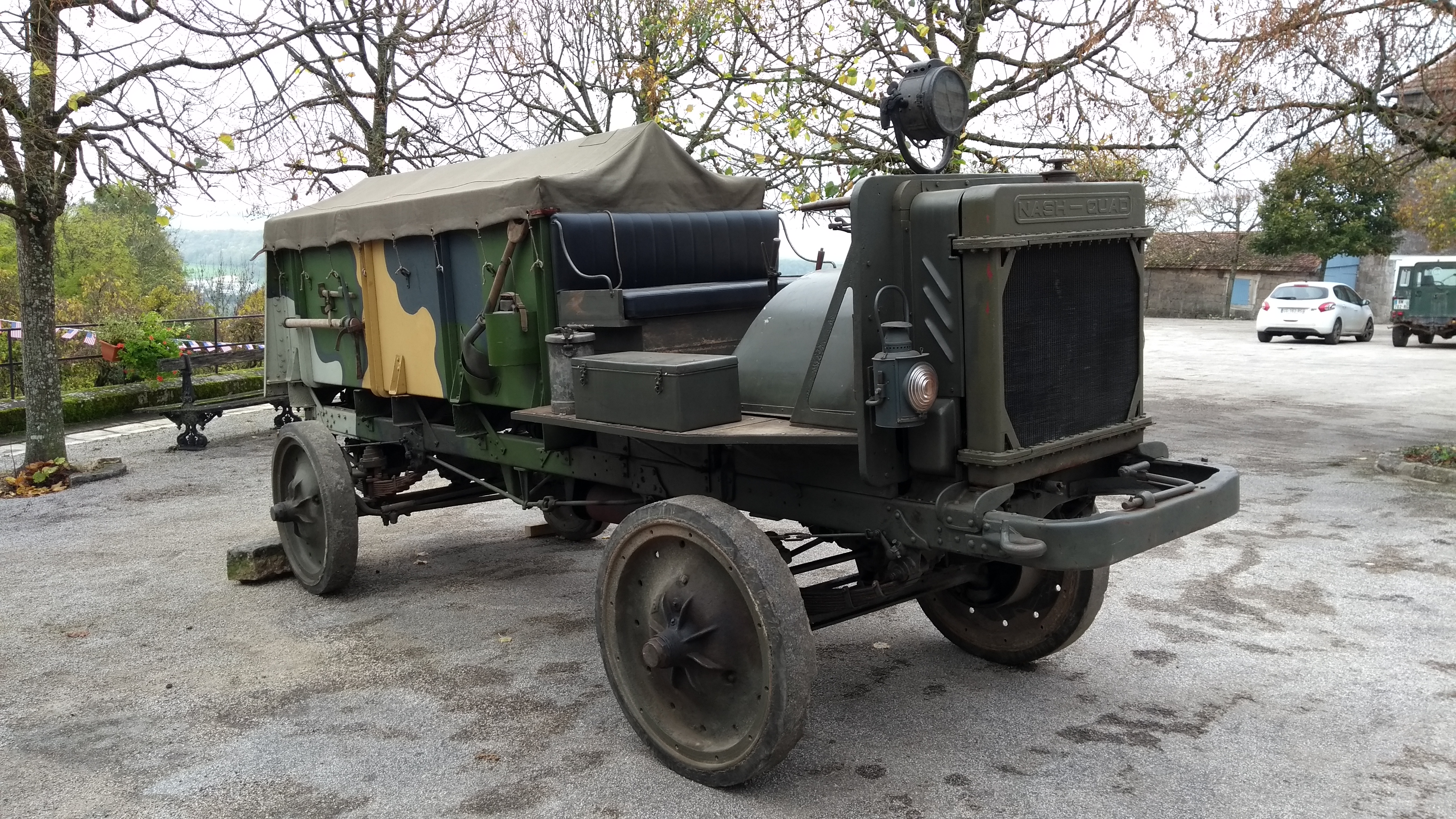
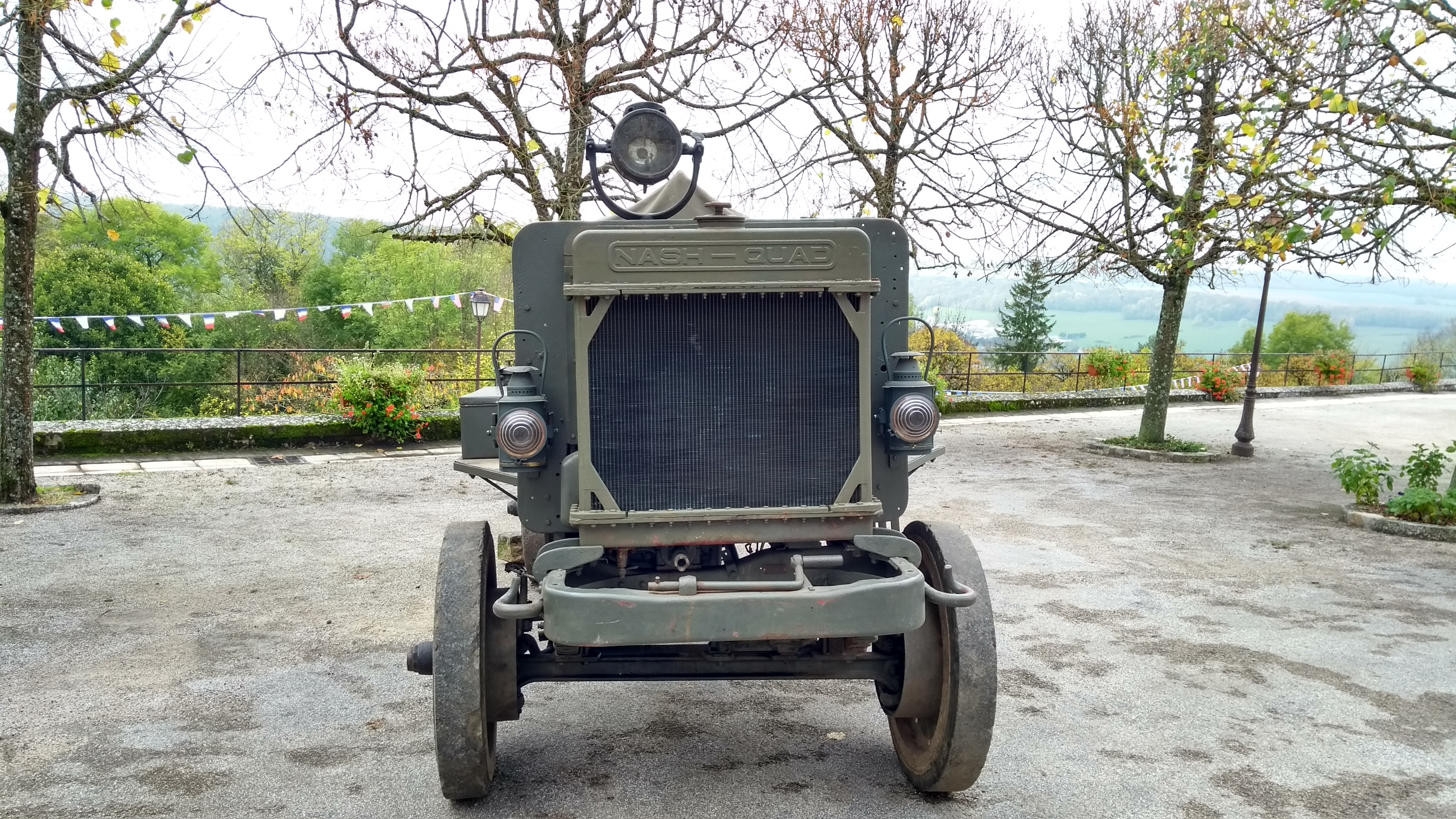